# Hearst Tower
Hearst Tower – wieżowiec w Nowym Jorku, o wysokości 182 m. Jest siedzibą Hearst Communications.
Pierwszy, sześciokondygnacyjny człon budynku został zbudowany w 1928 r. jako siedziba korporacji Williama Randolpha Hearsta, według projektu Josepha Urbana. Wzniesienie budynku w stylu art déco o powierzchni 3700 m² kosztowało 2 mln dolarów, a dalsza budowa została wstrzymana wskutek wielkiego kryzysu.
W 2003 r. rozpoczęto przebudowę i podwyższenie budynku. Architektem projektu został Brytyjczyk Norman Foster, a budową zajęło się Turner Construction. W wyniku przebudowy powstał 46-piętrowy wieżowiec o wysokości 182 m i 80 000 m² powierzchni biurowej. Podczas przebudowy użyto 10 480 ton stali, z której 90% pochodziło z surowców wtórnych.
Hearst Tower to pierwszy komercyjny budynek w Nowym Jorku, który uzyskał Złotą ocenę LEED (Lider Projektowania Efektywnego Energetycznie i Środowiskowo), a w 2012 r. otrzymało platynową ocenę, stając się pierwszym budynkiem posiadającym zarówno Złoty, jak i Platynowy certyfikat.
Został uznany za najlepszy wieżowiec wzniesiony w 2006 r. w konkursie Emporis Skyscraper Award, wygrywając z The Wave (Gold Coast) i Eureka Tower z Melbourne oraz został uhonorowany nagrodą w międzynarodowym konkursie International Highrise Award. 10 października 2007 r. został uhonorowany Nagrodą Brytyjskiego Przemysłu Budowlanego.